# Fizz buzz
Fizz buzz est un jeu destiné aux enfants pour leur apprendre la division . Les joueurs comptent à voix haute, annonçant chacun un nombre à tour de rôle, et veillant à remplacer tout nombre divisible par trois par le mot « fizz », et tout nombre divisible par cinq par le mot « buzz », et tout nombre divisible par trois et cinq par le mot « fizzbuzz ».

## Jouer
Les joueurs sont généralement assis en cercle. Le joueur désigné pour jouer en premier dit le chiffre « un », puis chacun à son tour annonce un nouveau nombre qui doit être égal au nombre précédemment annoncé plus 1. Toutefois, tout nombre divisible par trois est remplacé par le mot fizz et tout nombre divisible par cinq par le mot buzz. Les nombres divisibles à la fois par trois et par cinq (c'est-à-dire divisibles par quinze) deviennent fizz buzz. Un joueur qui hésite ou commet une erreur est éliminé.
Par exemple, une séquence typique de fizz buzz commencerait comme suit :

« 1, 2, Fizz, 4, Buzz, Fizz, 7, 8, Fizz, Buzz, 11, Fizz, 13, 14, Fizz Buzz, 16, 17, Fizz, 19, Buzz, Fizz, 22, 23, Fizz, Buzz, 26, Fizz, 28, 29, Fizz Buzz, 31, 32, Fizz, 34, Buzz, Fizz, ... »

## Autres variantes
Dans certaines versions du jeu, d'autres règles de divisibilité telles que "divisible par 7" peuvent être utilisées à la place. 
Une autre règle qui peut être utilisée pour compliquer le jeu est que les nombres contenant un des chiffres associés à "Fizz" ou à "Buzz" déclenchent également la règle correspondante (par exemple, 52 utiliserait la même règle que les nombres divisibles par 5).

## Programmation
Fizz buzz (souvent orthographié FizzBuzz dans ce contexte) a été utilisé comme dispositif de sélection d'entretiens pour les programmeurs informatiques . Écrire un programme pour générer les 100 premiers nombres FizzBuzz est un problème relativement trivial ne nécessitant guère plus qu'une boucle et des instructions conditionnelles. Cependant, son intérêt dans les entretiens de codage réside dans l’analyse des habitudes de codage fondamentales qui peuvent être révélatrices de l’ingéniosité globale en matière de codage.

## Jeu de cartes
Fizz Buzz est également le nom d'un jeu de cartes traditionnelles pour 2 à 6 joueurs à partir de 9 ans qui se base sur le même principe (remplacement par "Fizz" des nombres divisibles par 3 et/ou finalisant par 3, remplacement par "Buzz" des nombres divisibles par 7 et/ou finalisant par 7, remplacement par "Fizz Buzz" des nombres qui répondent aux deux règles) mais qui introduit les variations suivantes :
- Les joueurs retournent des cartes de leur paquet en même temps qu’ils annoncent un nombre
- Lorsque la carte tirée coïncide avec le nombre annoncé, le jeu change de sens
- Si la carte tirée est un valet ou une dame, le joueur suivant saute son tour
- Si la carte tirée est un roi ou un joker, la séquence de nombres repart en arrière
- Le but du jeu est de se défausser de toutes les cartes de son paquet
- Quand un joueur ne respecte pas une des règles précédentes, il doit ramasser 10 cartes de la table en guise de pénalité